# Kommersiell luftfart
Kommersiell luftfart är luftfart utförd av flygbolag för en betalande kund, som involverar luftfartyg i drift för uthyrning att transportera passagerare eller last. Det rör sig i regel om trafikflyg, men kan också vara till exempel luftballong- och helikopterfärder. Användningen av specialflygplanmodeller kan också betraktas som en del av affärsflyget. De har en liten passagerarkapacitet - från 5 till 20 personer tillsammans med besättningsmedlemmarna. Alla flygplan genomgår grundlig utbildning före flygningen och bekväma förhållanden har skapats i kabinen som uppfyller internationella standarder.
En kommersiell flygning kan genomföras så länge den uppfyller tre kriterier:
- Piloten måste ha ett giltigt kommersiellt flygcertifikat.
- Flygplanet måste ha en giltig registrering för kommersiell luftfart.
- Operatören måste inneha ett intyg eller liknande tillstånd för kommersiell luftfart.

Normalt kräver kommersiella certifikat/registrering högre standarder än en privata. Till exempel ställs det i regel högre krav på en kommersiell pilot som förarprov och läkarundersökningar. De högre kraven förekommer även på luftfarkoster som är kommersiella, till exempel i form av krav på tätare eller mer omfattande underhåll.
Dock så är det själva syftet med flygningen som avgör om den är kommersiell eller inte, och inte typ av luftfartyg eller pilot. Till exempel skulle en tvåsitsig Cessna 150 som agerar som målbogserare, det vill säga bogserar en reklamvimpel mot betalning, ses som en kommersiell flygning, medan ett stort jetflygplan som flygs av sin ägare på en privat semester, inte skulle vara kommersiell flygning. Detta även om piloten/piloterna är kommersiellt certifierade och jetflygplanet är kommersiellt registrerad.